# Olympische Jugend-Sommerspiele 2010/Teilnehmer (Lettland)
| Gelbes Symbol für Goldmedaillen mit stilisierten Olympischen Ringen | Graues Symbol für Silbermedaillen mit stilisierten Olympischen Ringen | Braundes Symbol für Bronzemedaillen mit stilisierten Olympischen Ringen |
| ------------------------------------------------------------------- | --------------------------------------------------------------------- | ----------------------------------------------------------------------- |
| —                                                                   | —                                                                     | 1                                                                       |

Die Jugend-Olympiamannschaft aus Lettland für die I. Olympischen Jugend-Sommerspiele vom 14. bis 26. August 2010 in Singapur bestand aus elf Athleten.

## Medaillengewinner
Mit einer gewonnenen Bronzemedaille belegte das lettische Team Platz 85 im Medaillenspiegel.

### Bronze
- Intars Išejevs, Leichtathletik: Speerwurf

## Athleten nach Sportarten

### Gewichtheben
Jungen
- Artjoms Žerebkovs
Klasse bis 56 kg: 4. Platz

### Leichtathletik
Jungen
- Intars Išejevs
Speerwurf: Bronze

### Moderner Fünfkampf
Mädchen
- Sindija Roga
Einzel: 20. Platz
Mixed: 22. Platz (mit Gergely Demeter  Ungarn)

### Radsport
- 17. Platz
- Lija Laizāne
- Andris Vosekalns
- Aleksandrs Kurbatskis
- Kristers Taims

### Rudern
Mädchen
- Elza Gulbe
Einer: 4. Platz

### Schwimmen
| Mädchen - Gabriela Ņikitina 50 m Freistil: 17. Platz (Vorlauf) 100 m Rücken: 24. Platz (Vorlauf) | Jungen - Pāvels Gribovskis 50 m Freistil: 12. Platz (Halbfinale) |

### Segeln
Jungen
- Ronalds Kaups
Windsurfen: 13. Platz